# Wacław Strykowski
Wacław Strykowski (ur. 5 września 1942 w Gaju Wielkim, zm. 7 marca 2024 w Poznaniu) – polski pedagog, prof. zw. dr hab., specjalista w zakresie technologii kształcenia, pedagogiki medialnej i dydaktyki.

## Życiorys
Absolwent Liceum Pedagogicznego w Poznaniu. W 1966 ukończył pedagogikę na Uniwersytecie im. Adama Mickiewicza w Poznaniu. W trakcie studiów był kierownikiem Studenckiego Teatru Nurt w Poznaniu. Po studiach rozpoczął pracę w macierzystej uczelni jako asystent, następnie jako adiunkt i docent w zespole prof. Leona Lei – twórcy polskiej szkoły technologii kształcenia. W latach 1981–1982 był dyrektorem Instytutu Nowych Technik Kształcenia UAM, następnie w latach 1982–1985 zastępcą dyrektora Instytutu Pedagogiki UAM. W latach 1985–1987 pełnił funkcję dziekana Wydziały Nauk Społecznych UAM. Następnie przez 30 lat (1982–2012) był kierownikiem Zakładu Technologii Kształcenia UAM. Równolegle w latach 1995–2002 pełnił funkcję dziekana Wydziału Pedagogiki Bałtyckiej Wyższej Szkoły Humanistycznej w Koszalinie oraz w latach 2003–2007 pierwszego w historii rektora Gnieźnieńskiej Wyższej Szkoły Humanistyczno-Menedżerska „Milenium”.
W latach 1987–1993 był członkiem i sekretarzem naukowym Komitetu Nauk Pedagogicznych Polskiej Akademii Nauk. Twórca i w latach 1995-2024 prezes Polskiego Towarzystwa Technologii i Mediów Edukacyjnych. Członek Rady Polskiej Fundacji Upowszechniania Nauki, od 2003 członek Rady do spraw Edukacji Informatycznej i Medialnej przy Ministrze Edukacji Narodowej i Sportu. Rzeczoznawca środków dydaktycznych MEN, w zakresie ścieżki Edukacja czytelnicza i medialna.
Zmarł 7 marca 2024 roku, a pochowany został 15 marca 2024 roku na cmentarzu parafii Matki Boskiej Częstochowskiej w Poznaniu.

## Dorobek naukowy

### Monografie
- Struktura filmu naukowo-dydaktycznego (1973)
- Wstęp do teorii filmu dydaktycznego (1977)
- Kształcenie multimedialne w szkole (1983)
- Audiowizualne materiały dydaktyczne. Podstawy kształcenia multimedialnego (1984)
- Metody i środki kształcenia stosowane w szkole (1990)
- Kompetencje nauczyciela szkoły współczesnej (2003)
- Studencki Teatr Nurt - lata sześćdziesiąte (2004)

### Redakcja
- Uczelnia na miarę współczesności (1983)
- Wideo w szkole (1990)
- Wideo interaktywne w kształceniu multimedialnym (1991)
- Dokąd zmierza technologia kształcenia (1993)
- Edukacja - technologia kształcenia - media (1993)
- Media a edukacja: Międzynarodowa Konferencja, Poznań (1997)
- Media a edukacja: II Międzynarodowa Konferencja, Poznań (1998)
- Media a edukacja: III Międzynarodowa Konferencja, Poznań (2000)
- Scenariusze zajęć z edukacji czytelniczej i medialnej (2002)
- Media i edukacja w dobie integracji (2002)
- Kompetencje medialne społeczeństwa wiedzy (2004)
- Od nowych technik nauczania do edukacji wirtualnej (2006)

Był redaktorem naczelnym:
- rocznika „Neodidagmata”,
- kwartalnika „Edukacja Medialna”[4][5].

## Odznaczenia
- Krzyżem Kawalerskim Orderu Odrodzenia Polski (1988)
- Medalem Komisji Edukacji Narodowej (1989)
- Odznaką honorową „Za zasługi dla województwa wielkopolskiego” (2018)